# Gérson Andreotti
Gérson Rodrigues Andreotti, mais conhecido apenas como Gérson Andreotti (Rio de Janeiro, 19 de outubro de 1953), é um treinador de futebol e ex-futebolista brasileiro, que atuava como volante.
Atualmente gerente técnico do Friburguense Atlético Clube.

## Carreira

### Futebolista
Como futebolista, atuou em clubes como Fluminense, Atlético Paranaense e America.

### Treinador
Iniciou sua carreira de treinador no Paulista de Jundiaí. No seu primeiro clube, conseguiu o acesso à primeira divisão do Campeonato Paulista.
Ainda no início da carreira, foi auxiliar-técnico de Mário Zagallo e Evaristo de Macedo no Flamengo. 
Foi campeão da Série C, ganhando seu primeiro título em 2002 com o Brasiliense.
Em 2004, em Santa Catarina, foi campeão estadual do Campeonato Catarinense da Série A2 com o Lages.
No Rio de Janeiro comandou o Goytacaz na seletiva onde conseguiu a classificação para primeira divisão após 14 anos na fila.
Novamente contratado pelo Brasiliense em 2007, sua chegada causou impacto. Contratado para escapar do rebaixamento, subiu do décimo-quarto lugar para o sexto. Em 2008, levou o Brasiliense ao penta-campeonato regional.
Em 2009, foi contratado pelo Marcílio Dias para a continuação do Campeonato Catarinense, em substituição ao ex-treinador Sérgio Ramirez d'Ávila, que pedira demissão após a segunda rodada do returno do campeonato.
Em 2011, assumiu a equipe do Friburguense na 2ª fase da Série B Carioca e levou o time de volta a 1ª Divisão com uma campanha invicta. No mesmo levou o Friburguense ao vice-campeonato da Copa Rio, conquistando a vaga para o Brasileiro da Série D do ano seguinte.
Após dois anos no comando do Friburguense, Andreotti foi contratado pelo Macaé em maio de 2013, para a Série C do Brasileiro.
No fim de 2013, acertou seu retorno ao comando do Friburguense onde ficou no comando da equipe por 6 anos.
Em 2019, retornou ao Friburguense na posição de Gerente Técnico do clube.

## Títulos

### Como gerente técnico
Friburguense
- Taça Corcovado: 2019

### Como treinador
Brasiliense
- Campeonato Brasileiro de Futebol - Série C: 2002
- Campeonato Brasiliense de Futebol: 2008

Lages
- Campeonato Catarinense de Futebol - Série A2: 2004

Campanhas de destaque
Friburguense
- Campeonato Carioca de Futebol - Série B: 2011 (vice-campeão)
- Copa Rio: 2011 (vice-campeão)

### Como jogador
Juventus
- Taça de Prata: 1983

Ríver
- Campeonato Piauiense de Futebol: 1973